# 1949 w nauce

## Nauki przyrodnicze i ścisłe

### Astronomia
- Subramanyan Chandrasekhar – Nagroda Henry Norris Russell Lectureship przyznawana przez American Astronomical Society
- odkrycie Nereidy, księżyca Neptuna

### Fizyka
- 15 września – publikacja pracy Richarda Feynmana The Theory of Positrons wprowadzającej po raz pierwszy metodę obliczeniową znaną jako diagramy Feynmana.
- przewidzenie efektu Aharonova-Bohma

## Nauki społeczne

### Socjologia
- teoria średniego zasięgu – opublikowana przez Roberta K. Mertona w pozycji Teoria socjologiczna i struktura społeczna.

## Nagrody Nobla
- Fizyka – Hideki Yukawa
- Chemia – William Francis Giauque
- Medycyna – Walter Rudolf Hess, Egas Moniz